# Ampedus hjorti
Ampedus hjorti là một loài bọ cánh cứng trong họ Elateridae. Loài này được B. G. Rye miêu tả khoa học năm 1905.